# Lintjärnen (Jättendals socken, Hälsingland)
Lintjärnen är en sjö i Nordanstigs kommun i Hälsingland och ingår i Gnarpsån-Harmångersåns kustområde.